# سكوت نيزبت
سكوت نيزبت (بالإنجليزية: Scott Nisbet)‏ هو لاعب كرة قدم بريطاني، ولد في 30 يناير 1968 في إدنبرة في المملكة المتحدة. شارك مع منتخب اسكتلندا تحت 21 سنة لكرة القدم. أما مع النوادي، فقد لعب مع نادي إيست فيف ونادي رينجرز.

## وصلات خارجية
- سكوت نيزبت على موقع قاعدة بيانات كرة القدم.إي يو (الإنجليزية)